# Церковь Пресвятой Богородицы (Кайсери)
Церковь Пресвятой Богородицы (арм. Սուրբ Աստվածածին եկեղեցի; Сурб Аствацацин) — армянская церковь, расположенная в центре города Кайсери Турции. После 1915 года использовалась как выставочный центр, полицейский участок и спортивный центр. В настоящее время, после реставрации 2017—2020 годов, является библиотекой, где размещается 50 тыс. книг.      

## История
В книге 2013 года «Армянская Кесария / Кайсери и Каппадокия», под редакцией Ричарда Г. Ованнисяна, подробно рассказывается о присутствии армян в регионе Кайсери, начиная с ранней античности.
Точная дата постройки церкви неизвестна. По некоторым данным она была основана в XIX веке на личные средства Карапета Зартаряна.
После 1915 года церковь использовалась как выставочный центр, полицейский участок, затем на протяжении 30-40 лет как спортивный центр.
В 2017 году началась реставрация. Как сообщает турецкий сайт Sonhaber, мэр Кайсери Мустафа Челик заявил, что церковь станет уникальной круглосуточной служебной библиотекой. В 2020 году произошло открытие библиотеки, в которой собрано 50 тыс. книг, из которых 25 тыс. представлены в бумажном виде и 22 тыс. в цифровом.

## Устройство
По типу строения, церковь является базиликой с тремя нефами. Её площадь составляет 915 кв. метров.  

## Галерея

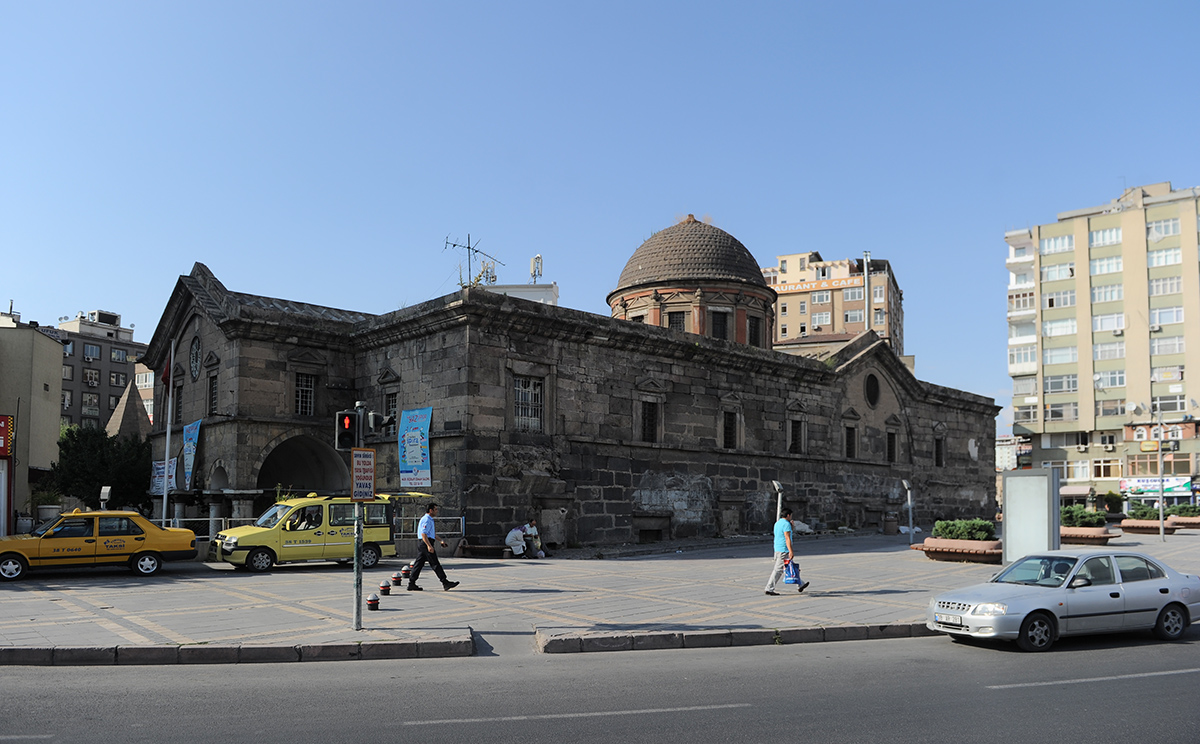
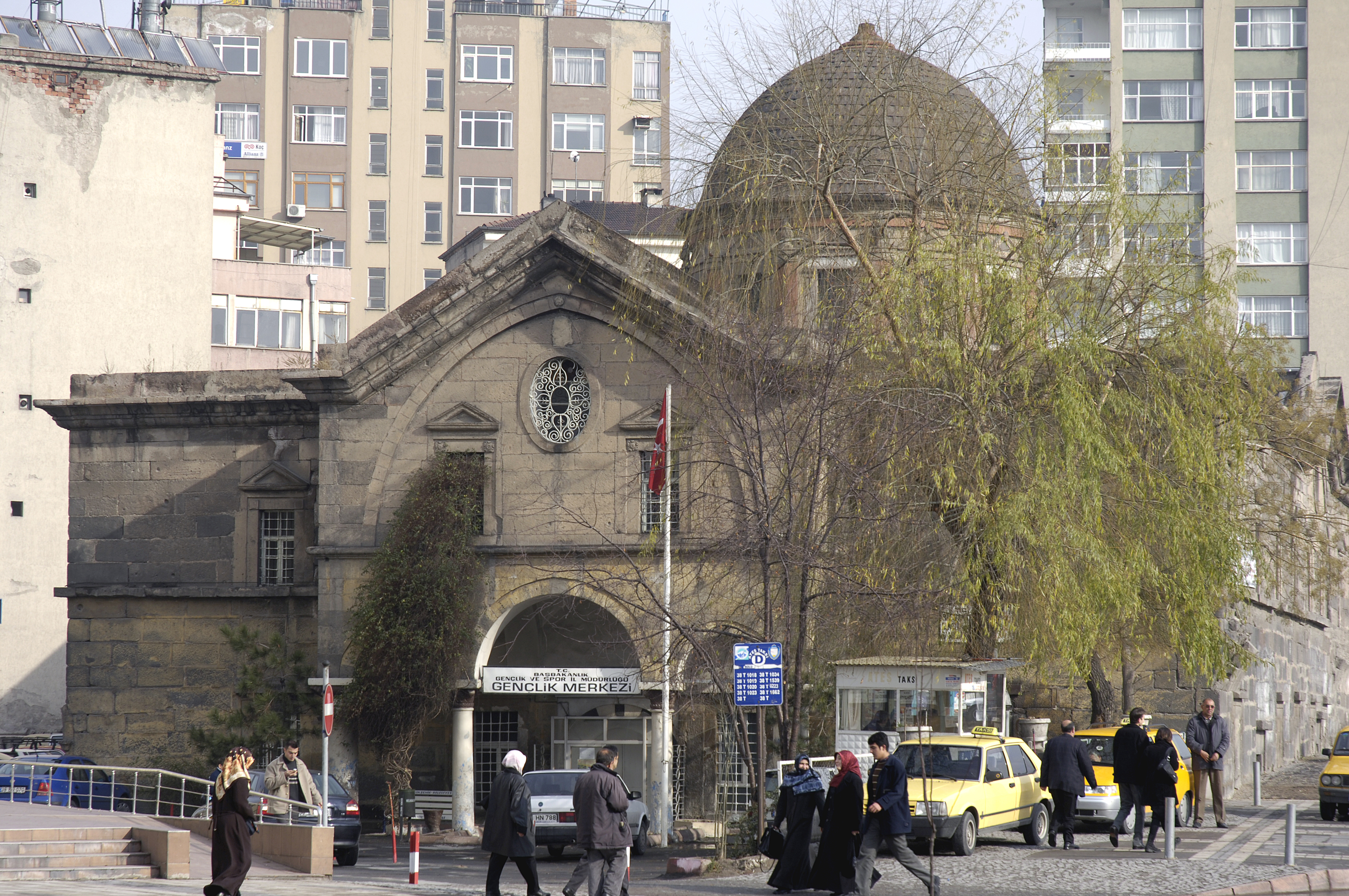
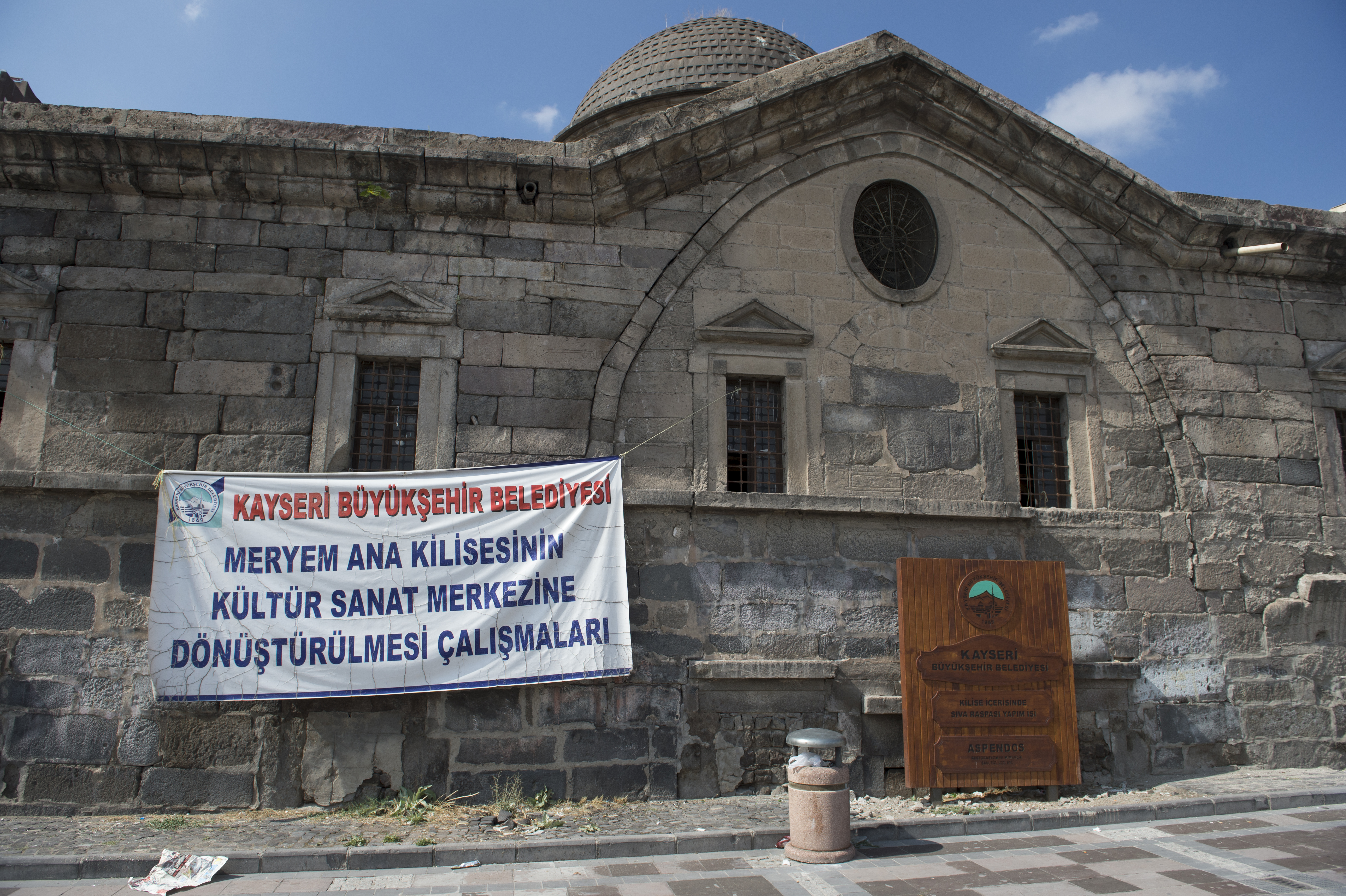
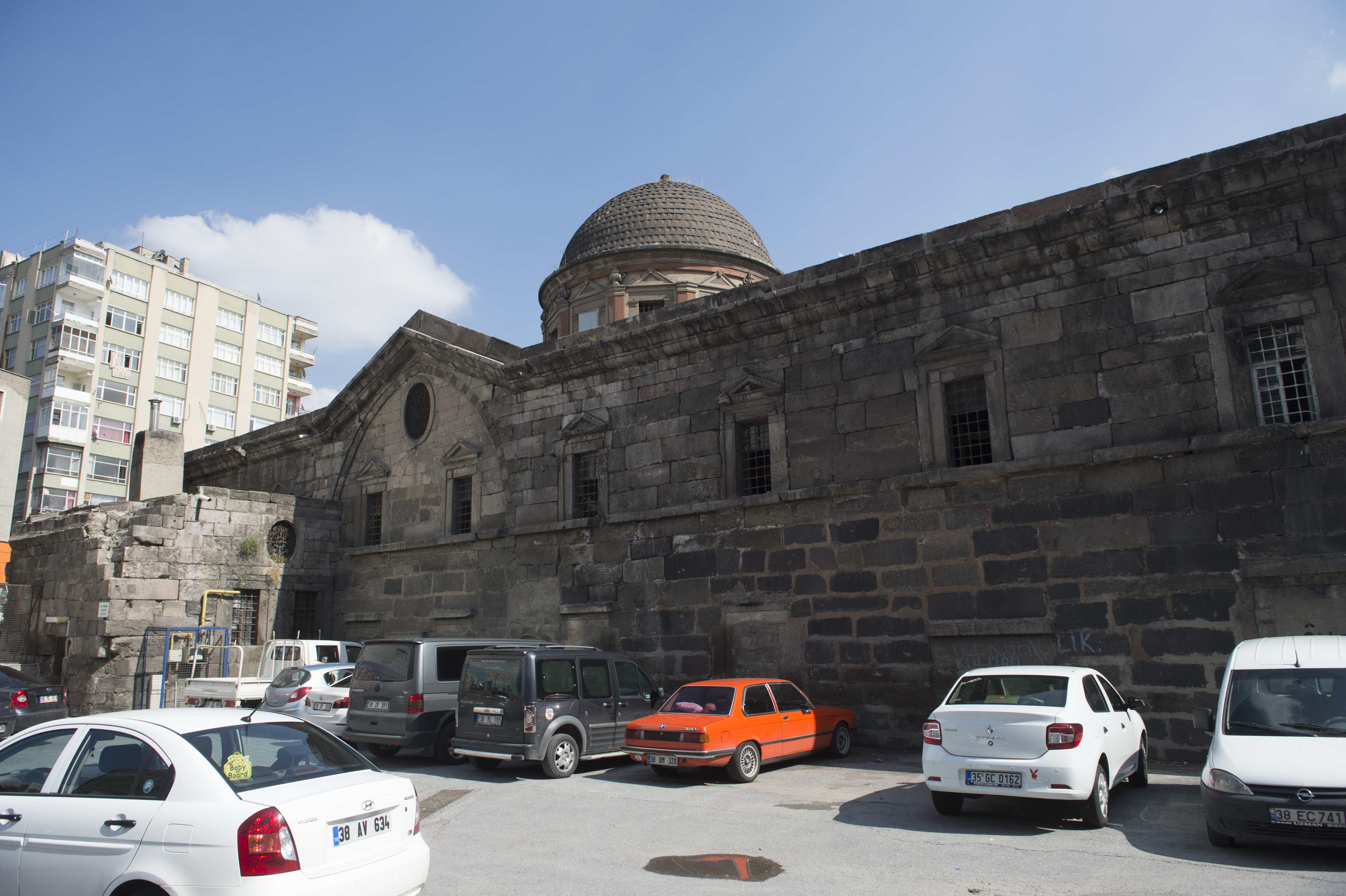
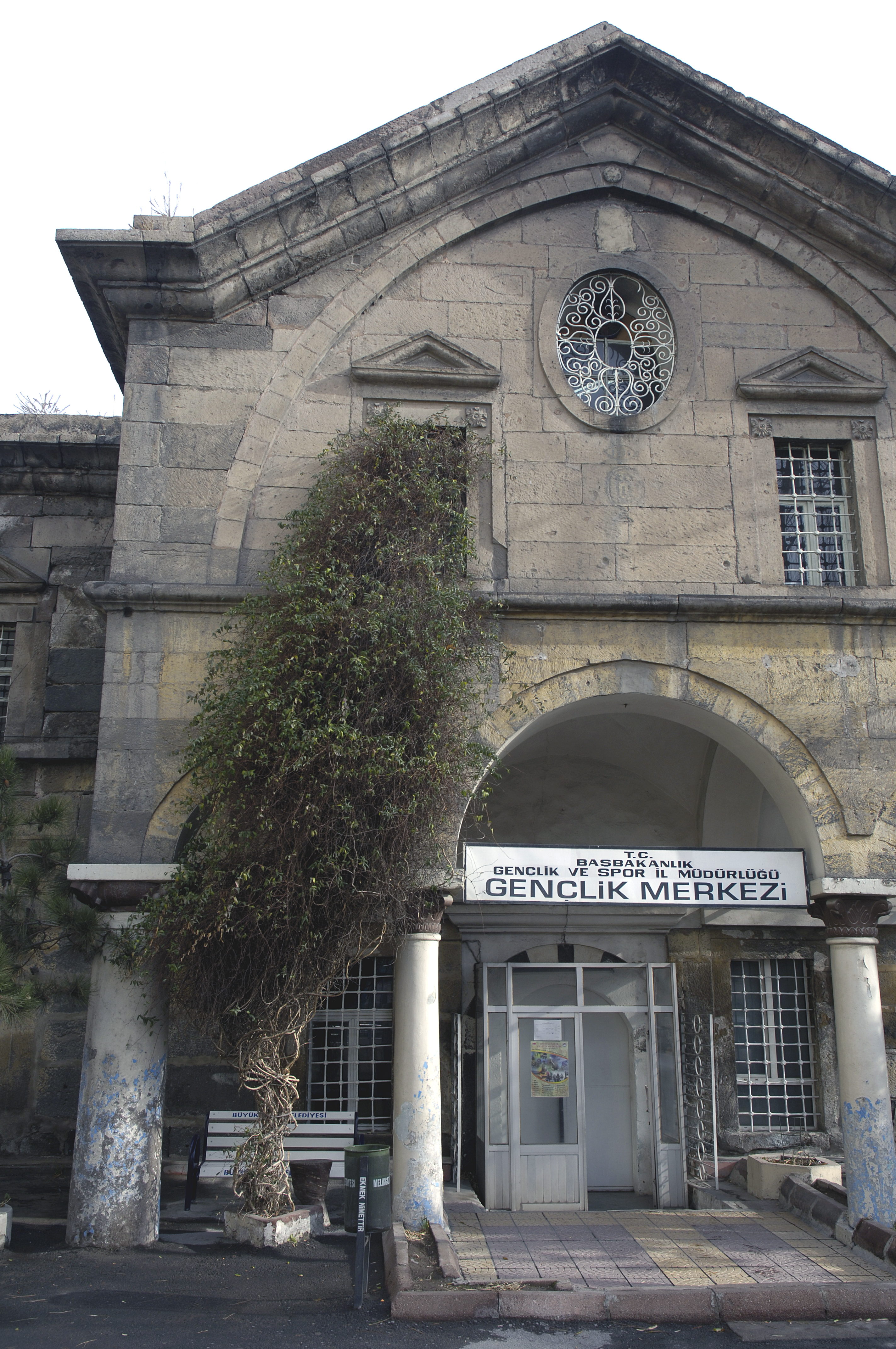